# 日本聖書刊行会
日本聖書刊行会（にほんせいしょかんこうかい）は、かつてあった聖書の翻訳などを発行するプロテスタント系の出版社である。所在地は東京都。
1937年創立。新改訳聖書の出版及び頒布を行うため設立された。新改訳聖書の名称は、文語訳聖書の大正時代の「改訳」にちなんでつけられた。
関連団体にいのちのことば社があり、新改訳聖書は有限責任中間法人新改訳聖書刊行会が翻訳、日本聖書刊行会が発行、いのちのことば社が発売である。
日本福音同盟に協力会員として加盟している。
2009年9月30日に、事業のうち教団・教派への啓発を新日本聖書刊行会に、新改訳聖書の発行と販売をいのちのことば社新改訳聖書センターに引き継ぎ、同会は解散した。

## 歴史
1962年新改訳聖書翻訳開始。
1965年5月日本聖書刊行会設立。
1965年11月新約聖書完成。
1970年6月旧約聖書完成。
1978年改訂第2版発行。
2003年改訂第3版発行。